# 샌프란시스코 (영화)
《샌프란시스코》(San Francisco)는 미국에서 제작된 W.S. 밴 다이크 감독의 1936년 드라마, 뮤지컬, 멜로/로맨스 영화이다. 1906년 4월 18일 발생한 샌프란시스코 지진에 기반을 둔다. 이 영화는 개봉한 1936년 한 해에 가장 수익을 많이 거둔 영화가 되었으며 클라크 게이블 등이 주연으로 출연하였고 존 에머슨 등이 제작에 참여하였다.

## 출연

### 주연
- 클라크 게이블
- 자넷 맥도널드

### 조연
- 스펜서 트레이시
- 잭 홀트
- 제시 랠프
- 테드 힐리
- 셜리 로스
- 해롤드 허버
- 에드가 케네디
- 윌리엄 리치아디
- 케네스 할란
- 로저 임호프
- 찰스 쥬델스
- 러셀 심슨
- 버트 로치
- 워렌 하이머

## 기타
- 조연출: 조셉 M. 뉴맨
- 미술: 세드릭 기븐스
- 의상: 아드리안